# Reader’s Digest
Reader’s Digest (wym. [ˈɹiːdɚz ˈdaɪdʒɛst]) – amerykański miesięcznik wydawany od 1922 przez Reader’s Digest Association. Miesięcznik wydawany jest również w wersji audio, w alfabecie Braille’a oraz w wersji dla słabo widzących (duże litery).
W okresie PRL zarządzeniem dyrektora Głównego Urzędu Kontroli Prasy, Publikacji i Widowisk z 1 października 1951 czasopismo zostało pozbawione debitu komunikacyjnego – tym samym zakazano jego rozpowszechniania.